# Distretto di Șoldănești
Il distretto di Șoldănești è uno dei 32 distretti della Moldavia, il capoluogo è la città di Șoldănești.

## Società

### Evoluzione demografica
In base ai dati del censimento, la popolazione è così divisa dal punto di vista etnico:
| Etnia       | Abitanti | %     |
| ----------- | -------- | ----- |
| Moldavi     | 40.354   | 95,56 |
| Ucraini     | 1.055    | 2,50  |
| Russi       | 376      | 0,89  |
| Gagauzi     | 9        | 0,02  |
| Bulgari     | 14       | 0,03  |
| Rumeni      | 299      | 0,71  |
| Altre etnie | 120      | 0,28  |

Tra gli abitanti segnalati come altre etnie, 74 sono Rom

## Geografia antropica

### Suddivisioni amministrative
Il Distretto è composto da 1 città, 22 comuni e 10 frazioni:

#### Città
- Șoldănești

#### Comuni
- Alcedar
- Chipeșca
- Climăuții de Jos
- Cobîlea
- Cotiujenii Mari
- Cușmirca
- Dobrușa
- Fuzăuca
- Găuzeni
- Glinjeni
- Mihuleni
- Olișcani
- Parcani
- Pohoarna
- Poiana
- Răspopeni
- Rogojeni
- Salcia
- Sămășcani
- Șestaci
- Șipca
- Vadul-Rașcov